# Vanderlei Luxemburgo
Vanderlei Luxemburgo da Silva (Nova Iguaçu, 10 maggio 1952) è un ex calciatore e allenatore di calcio brasiliano, di ruolo difensore.

## Carriera

### Giocatore
Nella sua carriera ad alti livelli ha giocato in squadre molto quotate come il Flamengo, l'Internacional e il Botafogo, disputando in tutto 8 campionati della massima divisione brasiliana fra il 1974 e il 1980. Si ritira prematuramente dopo un brutto infortunio al ginocchio sinistro.

### Allenatore
Nel 1980 venne scelto da Antônio Lopes come suo vice all'Olaria che, dopo l'iniziale intenzione di ricoprire anche il ruolo di giocatore, dovette rinunciare a causa di problemi al ginocchio. Successivamente è passato ad allenare, dal 1º gennaio 1981 al 30 giugno 1981 è stato vice allenatore dell'America, dal 1º luglio 1981 al 31 dicembre 1982 è stato sempre vice questa volta all'Atlético Mineiro. Dal 1º gennaio 1983 al 30 giugno 1983 è stato allenatore del Campo Grande. Dal 1º luglio 1983 al 31 dicembre 1983 è stato allenatore del Rio Branco. Dal 1º gennaio 1984 al 30 giugno 1984 ha allenato il Friburguense. Il 23 febbraio 1989 viene nominato tecnico del Bragantino, il primo anno riesce a piazzarsi primo posto nel proprio girone, con accesso alla fase successiva. Riesce a vincere il titolo del campionato di seconda divisione battendo in finale il São José. Il secondo anno alla guida vince il Campionato Paulista, in Campionato Brasiliano arriva terzo posto nel proprio girone accedendo alla fase successiva, nella seconda fase arriva quarto posto con accesso alla fase finale. Viene eliminato ai quarti di finale dal Bahia. Vince il titolo tecnico dell’anno. Il 24 dicembre 1990 si dimette. Inoltre ha allenato pure il Santos.
Dal 27 gennaio al 18 agosto 1991 allena il Flamengo.
Il 20 aprile 1993 diventa allenatore del Palmeiras. Vincendo il Torneo Rio-San Paolo e per due anni consecutivi il Campionato Paulista e il Campionato Brasiliano. Il 20 dicembre 1994 lascia la guida. Il giorno seguente ritorna al Flamengo. Con i Rubro-Negro vince la Taça Guanabara, il 14 luglio 1995 dopo una lite con Romário, si dimette. Viene nominato allenatore del Paraná. Il 2 novembre ritorna alla guida del Palmeiras. Il primo anno arriva quarto posto nella seconda fase del Campionato Brasiliano. Il secondo anno vince il Campionato Paulista e arriva in finale nella Coppa del Brasile venendo battuto dal Cruzeiro. Nel Campionato Brasiliano arriva terzo posto con accesso alla fase finale. Viene eliminato ai quarti di finale dal Grêmio. Il 13 dicembre 1996 si dimette dalla guida.
Il 23 dicembre 1997 viene presentato come nuovo allenatore del Corinthians. L'11 agosto 1998 viene nominato commissario tecnico del Brasile e in concomitanza anche della selezione olimpionica. Con i Coringão vince il Campionato Brasiliano. Il 12 gennaio 1999 si dimette dalla guida del Corinthians, per dedicarsi alla nazionale. Alla guida della nazionale maggiore conquista subito la Coppa América e arriva al secondo posto alla Confederations Cup, invece con la selezione olimpionica partecipa alle olimpiadi di Sydney arrivando fino ai quarti di finale. Il 2 ottobre 2000 viene esonerato dopo aver totalizzato 25 vittorie in 38 partite.
Il 6 febbraio 2001 ritorna sulla panchina del Corinthians, portandolo subito alla conquista del Campionato Paulista. Con la sconfitta della finale di Coppa del Brasile e con l'avvio non brillante del Campionato di Serie A il 12 dicembre si dimette. Il 28 dicembre si risiede sulla panchina del Palmeiras. Il 13 agosto 2002 appena dopo la prima partita di campionato lascia i bianco-verdi per sedersi sulla panchina del Cruzeiro.
L'8 maggio 2004 diventa allenatore del Santos. Vincendo il suo secondo Campionato di Serie A consecutivo. Il 30 dicembre 2004 lascia il club brasiliano per sbarcare in europa, diventando l'allenatore del Real Madrid sostituendo Mariano García Remón. Porta i blancos a sette vittorie consecutive in campionato, mettendosi di nuovo in corsa per il titolo. A fine anno arriva secondo nella liga a quattro punti dalla prima. Nella stagione successiva i galattici partono brillantemente, tuttavia con l'introduzione di un nuovo modulo (Magic rettangolo 4-2-2-2), in combinazione con diversi problemi fisici e con scarse prestazioni, incomincia il declino della squadra. Dopo la umiliante sconfitta di 0-3 con il Barcellona chiede di dimettersi. Il 5 dicembre 2005 nonostante la vittoria contro il Getafe viene esonerato. Il 13 dicembre ritorna al Santos, vincendo il Campionato Paulista e arrivando al quarto posto al Campionato di Serie A. L'anno seguente vince di nuovo il Campionato Paulista, arriva al secondo posto nel Campionato di Serie A e arriva in semifinale di Coppa Libertadores. Il 13 dicembre 2007 si dimette. Il 19 dicembre diventa allenatore del Palmeiras. Vince il suo ottavo Campionato Paulista, il terzo consecutivo e il quarto personale con i Verdão. Il 27 giugno 2009 viene esonerato. Il 18 luglio ritorna al Santos. Il 7 dicembre si dimette e dopo due giorni viene nominato allenatore dell'Atlético Mineiro. Vincendo il Campionato Mineiro. Il 24 settembre 2009 viene esonerato. Il 5 ottobre diventa allenatore del Flamengo. L'anno seguente vince il Campionato Carioca e la Taça Guanabara. Il 3 febbraio 2012 dopo due anni alla guida del club e il passaggio del primo turno preliminare della Coppa Libertadores viene esonerato.

### Grêmio
Il 22 febbraio viene nominato nuovo allenatore del Grêmio. Viene eliminato in semifinale nella Coppa del Brasile dal Palmeiras e nella Coppa Sudamericana ai quarti di finale dai Millonarios. Nel Campionato Brasiliano arriva al terzo posto con accesso ai preliminari per la Coppa Libertadores. Si piazza terzo posto nel Campionato Gaúcho con ammissione ai playoff per la Taça Piratini dove viene eliminato in semifinale dal Caxias e nella Taça Farroupilha viene eliminato in finale dall’Internacional per 2 a 1. Nella Coppa Libertadores batte l’LDU Quito ai preliminari e arriva al secondo posto nel proprio girone accedendo alla fase successiva dove viene eliminato ai quarti dal Santa Fe. Nel Campionato Gaúcho arriva al quarto posto, nella Taça Piratini viene eliminato ai quarti di finale dall’Internacional e nella Taça Farroupilha viene eliminato in semifinale dalla Juventude. Il 29 giugno 2013 viene esonerato con la squadra al sesto posto in classifica dopo aver totalizzato 2 vittorie, 2 pareggi e 1 sconfitta in campionato.

### Fluminense
Il 30 luglio passa alla guida del Fluminense in sostituzione dell’esonerato Abel Braga prendendo la squadra al diciottesimo posto con 9 punti e a nove lunghezze dalla vetta. Viene eliminato ai quarti di finale della Coppa del Brasile dal Goiás. L'11 novembre viene esonerato, pagando i brutti risultati di questa stagione. Lascia la squadra al quindicesimo posto dopo aver totalizzato 6 vittorie, 9 pareggi e 9 sconfitte in campionato.

### Flamengo
Il 24 luglio 2014 ritorna alla guida dei rubro-nero. Viene eliminato in semifinale nella Coppa del Brasile dall’Atlético Mineiro e chiude il Campionato Brasiliano al decimo posto. L’anno seguente arriva al secondo posto nel Campionato Carioca con ammissione alla Taça Guanabara dove viene eliminato in semifinale dal Vasco da Gama. Dopo un inizio negativo nel Campionato Brasiliano, il 26 maggio 2015 viene esonerato.

### Cruzeiro
Il 3 giugno ritorna alla guida del Cruzeiro. Esordisce con una vittoria per 1 a 0 proprio contro la sua ex squadra il Flamengo. Nella Coppa del Brasile perde la partita d’andata degli ottavi di finale per 2 a 1 contro il Palmeiras. Il 1 settembre, dopo meno di tre mesi viene esonerato insieme al direttore sportivo Isaia Tinoco. Chiude la sua avventura con 21 punti totalizzati in 17 partite.

### Tianjin Quanjian
Il 24 settembre firma con la squadra cinese del Tianjin Quanjian, che milita nella China League One.. Il 7 giugno 2016 viene esonerato dopo dodici giornate con la squadra a metà classifica e agli ottavi di finale per la Coppa della Cina.

### Sport do Recife
Il 30 maggio 2017 viene nominato nuovo tecnico dello Sport. Si piazza terzo posto nel Campionato Pernambucano con ammissione ai playoff per il titolo dove batte in finale il Salgueiro. Il 27 ottobre dopo la sconfitta casalinga contro il Junior Barranquilla nella partita di andata dei quarti di finale della Coppa Sudamericana si dimette dall’incarico. Lascia la squadra a due punti di distacco dalla quartultima nel Campionato Brasiliano dopo aver totalizzato 8 vittorie,7 pareggi e 12 sconfitte.

### Vasco da Gama, ancora Palmeiras e Cruzeiro
L’8 maggio 2019 viene nominato tecnico del Vasco da Gama, prende la squadra ultima in campionato con 1 punto dopo appena quattro giornate. Esordisce sulla panchina dei bianco-neri con un pareggio 1-1 contro l’Avaí. Chiude il campionato al dodicesimo posto, il 14 dicembre non riuscendo a trovare un accordo per il rinnovo lascia l’incarico.
Il 15 dicembre torna per la quinta volta al Palmeiras. Esordisce nella vittoria per 4-0 contro l’Ituano nel Campionato Paulista, riuscendo a vincere anche il titolo. Il 14 ottobre 2020 viene esonerato dopo tre sconfitte consecutive con la squadra al settimo posto in campionato con 22 punti.
Dopo un'altra breve esperienza al Vasco da Gama all'inizio del 2021 terminata con la retrocessione, nell'agosto dello stesso anno dopo sei anni torna al Cruzeiro terminando il Campeonato Brasileiro Série B 2021 al 14º posto; qui da dicembre ritrova Ronaldo, suo giocatore in Nazionale diventato ora proprietario del club con l'obiettivo di riportarlo in massima serie. Tuttavia a fine mese Luxemburgo viene esonerato.

## Statistiche

### Statistiche da allenatore

#### Club
Statistiche aggiornate al 3 ottobre 2024; in grassetto le competizioni vinte.
| Stagione             | Squadra              | Campionato           | Campionato | Campionato | Campionato | Campionato | Coppe nazionali | Coppe nazionali | Coppe nazionali | Coppe nazionali | Coppe nazionali | Coppe continentali | Coppe continentali | Coppe continentali | Coppe continentali | Coppe continentali | Altre coppe | Altre coppe | Altre coppe | Altre coppe | Altre coppe | Totale | Totale | Totale | Totale | % Vittorie | Piazzamento      |
| Stagione             | Squadra              | Comp                 | G          | V          | N          | P          | Comp            | G               | V               | N               | P               | Comp               | G                  | V                  | N                  | P                  | Comp        | G           | V           | N           | P           | G      | V      | N      | P      | %          | Piazzamento      |
| -------------------- | -------------------- | -------------------- | ---------- | ---------- | ---------- | ---------- | --------------- | --------------- | --------------- | --------------- | --------------- | ------------------ | ------------------ | ------------------ | ------------------ | ------------------ | ----------- | ----------- | ----------- | ----------- | ----------- | ------ | ------ | ------ | ------ | ---------- | ---------------- |
| 1983                 | Campo Grande         | A                    | 8          | 2          | 2          | 4          | -               | -               | -               | -               | -               | -                  | -                  | -                  | -                  | -                  | -           | -           | -           | -           | -           | 8      | 2      | 2      | 4      | 25,00      | Eson.            |
| 1983                 | Rio Branco-ES        | B+Cap                | 2+28       | 0+15       | 1+11       | 1+2        | -               | -               | -               | -               | -               | -                  | -                  | -                  | -                  | -                  | -           | -           | -           | -           | -           | 30     | 15     | 12     | 3      | 50,00      | 15°              |
| 1984                 | Friburguense         | RJ                   | 6          | 0          | 2          | 4          | -               | -               | -               | -               | -               | -                  | -                  | -                  | -                  | -                  | -           | -           | -           | -           | -           | 6      | 0      | 2      | 4      | &0,00      | Eson.            |
| 1985                 | Al-Ittihad           | SPL                  | 11         | 4          | 3          | 4          | -               | -               | -               | -               | -               | -                  | -                  | -                  | -                  | -                  | -           | -           | -           | -           | -           | 11     | 4      | 3      | 4      | 36,36      | Sub. 6°          |
| 1985                 | Democrata-GV         | MG                   | 26         | 7          | 12         | 7          | -               | -               | -               | -               | -               | -                  | -                  | -                  | -                  | -                  | -           | -           | -           | -           | -           | 26     | 7      | 12     | 7      | 26,92      | 8°               |
| 1987                 | America-RJ           | RJ                   | 26         | 5          | 12         | 9          | -               | -               | -               | -               | -               | -                  | -                  | -                  | -                  | -                  | -           | -           | -           | -           | -           | 26     | 5      | 12     | 9      | 19,23      | 8°               |
| 1987-1988            | Al-Shabab            | SPL                  | 22         | 10         | 4          | 8          | KC              | 3               | 1               | 1               | 1               | -                  | -                  | -                  | -                  | -                  | -           | -           | -           | -           | -           | 25     | 11     | 5      | 9      | 44,00      | 5°               |
| 1989                 | Bragantino           | A1/SP+B              | 27+20      | 13+14      | 5+5        | 9+1        | -               | -               | -               | -               | -               | -                  | -                  | -                  | -                  | -                  | -           | -           | -           | -           | -           | 47     | 27     | 10     | 10     | 57,45      | 1º (prom.)       |
| 1990                 | Bragantino           | A1/SP+A              | 37+21      | 18+7       | 12+9       | 7+5        | -               | -               | -               | -               | -               | -                  | -                  | -                  | -                  | -                  | -           | -           | -           | -           | -           | 58     | 25     | 21     | 12     | 43,10      | 6º               |
| Totale Bragantino    | Totale Bragantino    | Totale Bragantino    | 105        | 52         | 31         | 22         |                 | -               | -               | -               | -               |                    | -                  | -                  | -                  | -                  |             | -           | -           | -           | -           | 105    | 52     | 31     | 22     | 49,52      |                  |
| 1991                 | Flamengo             | A+RJ                 | 19+2       | 7+1        | 5+1        | 7+0        | CRJ             | 9               | 7               | 2               | 0               | CL                 | 10                 | 6                  | 3                  | 1                  | SB          | 1           | 0           | 0           | 1           | 41     | 21     | 11     | 9      | 51,22      | 9°               |
| 1991                 | Guarani              | A1/SP                | 17         | 7          | 5          | 5          | -               | -               | -               | -               | -               | -                  | -                  | -                  | -                  | -                  | -           | -           | -           | -           | -           | 17     | 7      | 5      | 5      | 41,18      | Sub. 5°          |
| 1992                 | Ponte Preta          | B+A1/SP              | 9+32       | 4+14       | 3+12       | 2+6        | -               | -               | -               | -               | -               | -                  | -                  | -                  | -                  | -                  | -           | -           | -           | -           | -           | 41     | 18     | 15     | 8      | 43,90      | Sub. 5°          |
| 1993                 | Ponte Preta          | A1/SP                | 14         | 3          | 4          | 7          | -               | -               | -               | -               | -               | -                  | -                  | -                  | -                  | -                  | -           | -           | -           | -           | -           | 14     | 3      | 7      | 7      | 21,43      | Resc. cons.      |
| Totale Ponte Preta   | Totale Ponte Preta   | Totale Ponte Preta   | 55         | 21         | 19         | 15         |                 | -               | -               | -               | -               |                    | -                  | -                  | -                  | -                  |             | -           | -           | -           | -           | 55     | 21     | 19     | 15     | 38,18      |                  |
| 1993                 | Palmeiras            | A1/SP+A              | 14+22      | 12+16      | 0+4        | 2+2        | CB              | 3               | 1               | 2               | 0               | -                  | -                  | -                  | -                  | -                  | R-SP+TJH    | 8+2         | 4+0         | 2+1         | 2+1         | 49     | 33     | 9      | 7      | 67,35      | Sub. 1°          |
| 1994                 | Palmeiras            | A1/SP+A              | 30+30      | 20+20      | 7+5        | 3+5        | CB              | 4               | 2               | 2               | 0               | CL                 | 8                  | 3                  | 1                  | 4                  | BAN         | 6           | 1           | 3           | 2           | 78     | 46     | 18     | 14     | 58,97      | 1°               |
| 1995                 | Flamengo             | RJ                   | 30         | 19         | 6          | 5          | CB              | 10              | 8               | 1               | 1               | -                  | -                  | -                  | -                  | -                  | CCM         | 3           | 0           | 0           | 3           | 43     | 27     | 7      | 9      | 62,79      | 2°               |
| 1995                 | Paraná               | A                    | 15         | 5          | 5          | 5          | -               | -               | -               | -               | -               | -                  | -                  | -                  | -                  | -                  | -           | -           | -           | -           | -           | 15     | 5      | 5      | 5      | 33,33      | Eson.            |
| 1995                 | Palmeiras            | A                    | 8          | 5          | 0          | 3          | -               | -               | -               | -               | -               | -                  | -                  | -                  | -                  | -                  | -           | -           | -           | -           | -           | 8      | 5      | 0      | 3      | 62,50      | Sub. 5°          |
| 1996                 | Palmeiras            | A1/SP+A              | 30+25      | 27+13      | 2+7        | 1+5        | CB              | 9               | 6               | 1               | 2               | CON                | 2                  | 1                  | 0                  | 1                  | -           | -           | -           | -           | -           | 66     | 47     | 10     | 9      | 71,21      | 5°               |
| 1997                 | Santos               | A1/SP+A              | 26+31      | 14+12      | 7+11       | 5+8        | CB              | 6               | 4               | 1               | 1               | -                  | -                  | -                  | -                  | -                  | R-SP+CCM+SS | 6+3+6       | 2+1+2       | 3+1+1       | 1+1+3       | 78     | 35     | 24     | 19     | 44,87      | 6°               |
| 1998                 | Corinthians          | A1/SP+A              | 14+32      | 6+18       | 7+8        | 1+6        | CB              | 3               | 1               | 1               | 1               | CM                 | 6                  | 1                  | 2                  | 3                  | R-SP        | 6           | 1           | 0           | 5           | 61     | 27     | 18     | 16     | 44,26      | 1°               |
| 2001                 | Corinthians          | A1/SP+A              | 16+27      | 10+9       | 3+7        | 3+11       | CB              | 11              | 8               | 2               | 1               | CM                 | 10                 | 5                  | 1                  | 4                  | R-SP+CC     | 4+2         | 1+0         | 2+0         | 1+2         | 70     | 33     | 15     | 22     | 47,14      | Sub. 18°         |
| 2002                 | Palmeiras            | SP                   | 2          | 0          | 1          | 1          | CB              | 2               | 1               | 0               | 1               | -                  | -                  | -                  | -                  | -                  | R-SP+CC     | 17+5        | 9+3         | 6+1         | 2+1         | 26     | 13     | 8      | 5      | 50,00      | 4°               |
| 2002                 | Cruzeiro             | A                    | 23         | 11         | 5          | 7          | -               | -               | -               | -               | -               | -                  | -                  | -                  | -                  | -                  | -           | -           | -           | -           | -           | 23     | 11     | 5      | 7      | 47,83      | Sub. 9°          |
| 2003                 | Cruzeiro             | MG+A                 | 12+46      | 10+31      | 2+7        | 0+8        | CB              | 11              | 8               | 3               | 0               | CS                 | 2                  | 1                  | 1                  | 0                  | -           | -           | -           | -           | -           | 71     | 50     | 13     | 8      | 70,42      | 1°               |
| 2004                 | Cruzeiro             | MG                   | 7          | 3          | 2          | 2          | -               | -               | -               | -               | -               | CL                 | 3                  | 2                  | 1                  | 0                  | -           | -           | -           | -           | -           | 10     | 5      | 3      | 2      | 50,00      | Dimis.           |
| 2004                 | Santos               | A                    | 41         | 25         | 8          | 8          | -               | -               | -               | -               | -               | CL+CS              | 3+8                | 1+2                | 1+3                | 1+3                | -           | -           | -           | -           | -           | 52     | 28     | 12     | 12     | 53,85      | Sub. 1°          |
| gen.-giu. 2005       | Real Madrid          | PD                   | 22         | 16         | 3          | 3          | CR              | 2               | 0               | 2               | 0               | UCL                | 2                  | 1                  | 0                  | 1                  | -           | -           | -           | -           | -           | 26     | 17     | 5      | 4      | 65,38      | Sub. 2º          |
| ago.-dic. 2005       | Real Madrid          | PD                   | 14         | 8          | 1          | 5          | CR              | -               | -               | -               | -               | UCL                | 5                  | 3                  | 1                  | 1                  | -           | -           | -           | -           | -           | 19     | 11     | 2      | 6      | 57,89      | Eson.            |
| Totale Real Madrid   | Totale Real Madrid   | Totale Real Madrid   | 36         | 24         | 4          | 8          |                 | 2               | 0               | 2               | 0               |                    | 7                  | 4                  | 1                  | 2                  |             | -           | -           | -           | -           | 45     | 28     | 7      | 10     | 62,22      |                  |
| 2006                 | Santos               | A1/SP+A              | 19+38      | 14+18      | 1+10       | 4+10       | CB              | 7               | 3               | 4               | 0               | CS                 | 4                  | 2                  | 0                  | 2                  | -           | -           | -           | -           | -           | 68     | 37     | 15     | 16     | 54,41      | 4°               |
| 2007                 | Santos               | A1/SP+A              | 23+38      | 17+19      | 4+5        | 2+14       | -               | -               | -               | -               | -               | CL                 | 14                 | 11                 | 2                  | 1                  | -           | -           | -           | -           | -           | 75     | 47     | 11     | 17     | 62,67      | 2°               |
| 2008                 | Palmeiras            | A1/SP+A              | 23+38      | 15+19      | 4+8        | 4+11       | CB              | 4               | 2               | 1               | 1               | CS                 | 6                  | 2                  | 1                  | 3                  | -           | -           | -           | -           | -           | 71     | 38     | 14     | 19     | 53,52      | 4°               |
| 2009                 | Palmeiras            | A1/SP+A              | 21+7       | 13+3       | 5+3        | 3+1        | -               | -               | -               | -               | -               | CL                 | 12                 | 6                  | 3                  | 3                  | -           | -           | -           | -           | -           | 40     | 22     | 11     | 7      | 55,00      | Eson.            |
| 2009                 | Santos               | A                    | 26         | 9          | 8          | 9          | -               | -               | -               | -               | -               | -                  | -                  | -                  | -                  | -                  | -           | -           | -           | -           | -           | 26     | 9      | 8      | 8      | 34,62      | Sub. 12°         |
| Totale Santos        | Totale Santos        | Totale Santos        | 242        | 128        | 54         | 60         |                 | 13              | 7               | 5               | 1               |                    | 29                 | 16                 | 6                  | 7                  |             | 15          | 5           | 5           | 5           | 299    | 156    | 70     | 73     | 52,17      |                  |
| 2010                 | Atlético Mineiro     | MG+A                 | 17+24      | 9+6        | 7+3        | 1+15       | CB              | 7               | 5               | 0               | 2               | CS                 | 2                  | 1                  | 1                  | 0                  | -           | -           | -           | -           | -           | 50     | 21     | 11     | 18     | 42,00      | Eson.            |
| 2010                 | Flamengo             | A                    | 11         | 3          | 5          | 3          | -               | -               | -               | -               | -               | -                  | -                  | -                  | -                  | -                  | -           | -           | -           | -           | -           | 11     | 3      | 5      | 3      | 27,27      | Sub. 14°         |
| 2011                 | Flamengo             | RJ+A                 | 19+38      | 12+15      | 7+16       | 0+7        | CB              | 6               | 3               | 2               | 1               | CS                 | 4                  | 2                  | 0                  | 2                  | -           | -           | -           | -           | -           | 67     | 32     | 25     | 10     | 47,76      | 4°               |
| 2012                 | Flamengo             | RJ                   | 2          | 1          | 1          | 0          | -               | -               | -               | -               | -               | CL                 | 2                  | 1                  | 0                  | 1                  | -           | -           | -           | -           | -           | 4      | 3      | 0      | 1      | 75,00      | Dimis.           |
| 2012                 | Grêmio               | G+A                  | 12+38      | 9+20       | 1+11       | 2+7        | CB              | 10              | 8               | 1               | 1               | CS                 | 6                  | 4                  | 0                  | 2                  | -           | -           | -           | -           | -           | 66     | 41     | 13     | 12     | 62,12      | Sub. 3°          |
| 2013                 | Grêmio               | G+A                  | 18+5       | 8+2        | 4+2        | 6+1        | -               | -               | -               | -               | -               | CL                 | 10                 | 4                  | 2                  | 4                  | -           | -           | -           | -           | -           | 33     | 14     | 8      | 11     | 42,42      | Eson.            |
| Totale Gremio        | Totale Gremio        | Totale Gremio        | 73         | 39         | 18         | 16         |                 | 10              | 8               | 1               | 1               |                    | 16                 | 8                  | 2                  | 6                  |             | -           | -           | -           | -           | 99     | 55     | 21     | 23     | 55,56      |                  |
| 2013                 | Fluminense           | A                    | 24         | 6          | 9          | 9          | CB              | 2               | 1               | 0               | 1               | -                  | -                  | -                  | -                  | -                  | -           | -           | -           | -           | -           | 24     | 6      | 9      | 9      | 25,00      | Sub. eson.       |
| 2014                 | Flamengo             | A                    | 27         | 13         | 6          | 8          | CB              | 6               | 4               | 0               | 2               | -                  | -                  | -                  | -                  | -                  | -           | -           | -           | -           | -           | 33     | 17     | 6      | 10     | 51,52      | Sub. 10°         |
| 2015                 | Flamengo             | RJ+A                 | 17+3       | 11+0       | 4+1        | 2+2        | CB              | 3               | 3               | 0               | 0               | -                  | -                  | -                  | -                  | -                  | TSC         | 3           | 2           | 0           | 1           | 26     | 16     | 5      | 5      | 61,54      | Eson.            |
| Totale Flamengo      | Totale Flamengo      | Totale Flamengo      | 168        | 82         | 52         | 34         |                 | 34              | 25              | 5               | 4               |                    | 16                 | 9                  | 3                  | 4                  |             | 7           | 2           | 0           | 5           | 225    | 118    | 60     | 47     | 52,44      |                  |
| 2015                 | Cruzeiro             | A                    | 17         | 6          | 3          | 8          | CB              | 2               | 0               | 0               | 2               | -                  | -                  | -                  | -                  | -                  | -           | -           | -           | -           | -           | 19     | 6      | 3      | 10     | 31,58      | Sub. eson.       |
| nov. 2015-giu. 2016  | Tianjin Quanjian     | CLO                  | 12         | 4          | 4          | 4          | CC              | 2               | 2               | 0               | 0               | -                  | -                  | -                  | -                  | -                  | -           | -           | -           | -           | -           | 14     | 6      | 4      | 4      | 42,86      | Eson.            |
| 2017                 | Sport Recife         | Per+A                | 1+27       | 1+8        | 0+7        | 0+12       | CB              | 1               | 0               | 1               | 0               | CS                 | 5                  | 2                  | 0                  | 3                  | -           | -           | -           | -           | -           | 34     | 11     | 8      | 15     | 32,35      | Sub. Eson.       |
| 2019                 | Vasco da Gama        | A                    | 34         | 12         | 12         | 10         | -               | -               | -               | -               | -               | -                  | -                  | -                  | -                  | -                  | -           | -           | -           | -           | -           | 34     | 12     | 12     | 10     | 35,29      | Sub. 12°         |
| 2020                 | Palmeiras            | A1/SP+A              | 16+15      | 8+5        | 6+7        | 2+3        | -               | -               | -               | -               | -               | CL                 | 5                  | 4                  | 1                  | 0                  | -           | -           | -           | -           | -           | 36     | 17     | 14     | 5      | 47,22      | Eson.            |
| Totale Palmeiras     | Totale Palmeiras     | Totale Palmeiras     | 281        | 176        | 59         | 46         |                 | 22              | 12              | 6               | 4               |                    | 33                 | 16                 | 6                  | 11                 |             | 38          | 17          | 13          | 8           | 374    | 221    | 74     | 69     | 59,09      |                  |
| 2020-2021            | Vasco da Gama        | A                    | 12         | 3          | 4          | 5          | -               | -               | -               | -               | -               | -                  | -                  | -                  | -                  | -                  | -           | -           | -           | -           | -           | 12     | 3      | 4      | 5      | 25,00      | Sub. 17° (retr.) |
| Totale Vasco da Gama | Totale Vasco da Gama | Totale Vasco da Gama | 46         | 15         | 16         | 15         |                 | -               | -               | -               | -               |                    | -                  | -                  | -                  | -                  |             | -           | -           | -           | -           | 46     | 15     | 16     | 15     | 32,61      |                  |
| 2021                 | Cruzeiro             | B                    | 23         | 8          | 11         | 4          | -               | -               | -               | -               | -               | -                  | -                  | -                  | -                  | -                  | -           | -           | -           | -           | -           | 20     | 8      | 8      | 4      | 40,00      | Sub. 14°         |
| Totale Cruzeiro      | Totale Cruzeiro      | Totale Cruzeiro      | 128        | 69         | 30         | 29         |                 | 13              | 8               | 3               | 2               |                    | 5                  | 3                  | 2                  | 0                  |             | -           | -           | -           | -           | 146    | 80     | 35     | 31     | 54,79      |                  |
| 2023                 | Corinthians          | A                    | 21         | 6          | 9          | 6          | CB              | 6               | 3               | 0               | 3               | CL+CS              | 4+7                | 1+4                | 1+2                | 2+1                | -           | -           | -           | -           | -           | 38     | 14     | 12     | 12     | 36,84      | Sub. eson,       |
| Totale Corinthians   | Totale Corinthians   | Totale Corinthians   | 110        | 49         | 34         | 27         |                 | 20              | 12              | 3               | 5               |                    | 27                 | 11                 | 6                  | 10                 |             | 12          | 2           | 2           | 8           | 169    | 74     | 45     | 50     | 43,79      |                  |
| Totale carriera      | Totale carriera      | Totale carriera      | 1510       | 744        | 404        | 362        |                 | 129             | 81              | 27              | 21              |                    | 140                | 70                 | 27                 | 43                 |             | 72          | 26          | 20          | 26          | 1 851  | 921    | 478    | 452    | 49,76      |                  |

#### Nazionale brasiliana
| Squadra | Naz                | dal               | al               | Record | Record | Record | Record | Record | Record | Record | Record     |
| Squadra | Naz                | dal               | al               | G      | V      | N      | P      | GF     | GS     | DR     | % Vittorie |
| ------- | ------------------ | ----------------- | ---------------- | ------ | ------ | ------ | ------ | ------ | ------ | ------ | ---------- |
| Brasile | Brasile (bandiera) | 23 settembre 1998 | 3 settembre 2000 | 34     | 23     | 7      | 4      | 88     | 27     | +61    | 67,65      |

#### Panchine da commissario tecnico della nazionale brasiliana
| Cronologia completa delle presenze e delle reti in nazionale ― Brasile | Cronologia completa delle presenze e delle reti in nazionale ― Brasile | Cronologia completa delle presenze e delle reti in nazionale ― Brasile | Cronologia completa delle presenze e delle reti in nazionale ― Brasile | Cronologia completa delle presenze e delle reti in nazionale ― Brasile | Cronologia completa delle presenze e delle reti in nazionale ― Brasile | Cronologia completa delle presenze e delle reti in nazionale ― Brasile | Cronologia completa delle presenze e delle reti in nazionale ― Brasile |
| Data                                                                   | Città                                                                  | In casa                                                                | Risultato                                                              | Ospiti                                                                 | Competizione                                                           | Reti                                                                   | Note                                                                   |
| ---------------------------------------------------------------------- | ---------------------------------------------------------------------- | ---------------------------------------------------------------------- | ---------------------------------------------------------------------- | ---------------------------------------------------------------------- | ---------------------------------------------------------------------- | ---------------------------------------------------------------------- | ---------------------------------------------------------------------- |
| 23-9-1998                                                              | São Luís                                                               | Brasile                                                                | 1 – 1                                                                  | Jugoslavia                                                             | Amichevole                                                             | Marcelinho Carioca                                                     | Cap: Rivaldo                                                           |
| 14-10-1998                                                             | Washington                                                             | Ecuador                                                                | 1 – 5                                                                  | Brasile                                                                | Amichevole                                                             | Marcelinho Carioca 3 Giovane Elber Cafu                                | Cap: Rivaldo                                                           |
| 18-11-1998                                                             | Fortaleza                                                              | Brasile                                                                | 5 – 1                                                                  | Russia                                                                 | Amichevole                                                             | Giovane Elber 2 Marcio Amoroso Rivaldo (rig.) Marcos Assunção          | Cap: Rivaldo                                                           |
| 28-3-1999                                                              | Seul                                                                   | Corea del Sud                                                          | 1 – 0                                                                  | Brasile                                                                | Amichevole                                                             | -                                                                      | Cap: Rivaldo                                                           |
| 31-3-1999                                                              | Tokyo                                                                  | Giappone                                                               | 0 – 2                                                                  | Brasile                                                                | Amichevole                                                             | Marcio Amoroso Émerson                                                 | Cap: Rivaldo                                                           |
| 5-6-1999                                                               | Salvador                                                               | Brasile                                                                | 2 – 2                                                                  | Paesi Bassi                                                            | Amichevole                                                             | Marcio Amoroso Giovanni                                                | Cap: Leonardo                                                          |
| 8-6-1999                                                               | Goiânia                                                                | Brasile                                                                | 3 – 1                                                                  | Paesi Bassi                                                            | Amichevole                                                             | Marcio Amoroso autorete Leonardo                                       | Cap: Leonardo                                                          |
| 26-6-1999                                                              | Curitiba                                                               | Brasile                                                                | 3 – 0                                                                  | Lettonia                                                               | Amichevole                                                             | Alex Roberto Carlos Ronaldo                                            | Cap: Leonardo                                                          |
| 30-6-1999                                                              | Ciudad del Este                                                        | Brasile                                                                | 7 – 0                                                                  | Venezuela                                                              | Coppa America 1999 - 1º turno                                          | 2 Ronaldo Émerson 2 Marcio Amoroso Ronaldinho Rivaldo                  | Cap: Cafu                                                              |
| 3-7-1999                                                               | Ciudad del Este                                                        | Brasile                                                                | 2 – 1                                                                  | Messico                                                                | Coppa America 1999 - 1º turno                                          | Marcio Amoroso Alex                                                    | Cap: Cafu                                                              |
| 6-7-1999                                                               | Ciudad del Este                                                        | Brasile                                                                | 1 – 0                                                                  | Cile                                                                   | Coppa America 1999 - 1º turno                                          | Ronaldo (rig.)                                                         | Cap: Ronaldo                                                           |
| 11-7-1999                                                              | Ciudad del Este                                                        | Brasile                                                                | 2 – 1                                                                  | Argentina                                                              | Coppa America 1999 - Quarti di finale                                  | Rivaldo Ronaldo                                                        | Cap: Cafu                                                              |
| 14-7-1999                                                              | Ciudad del Este                                                        | Brasile                                                                | 2 – 0                                                                  | Messico                                                                | Coppa America 1999 - Semifinale                                        | Marcio Amoroso Rivaldo                                                 | Cap: Cafu                                                              |
| 18-7-1999                                                              | Asunción                                                               | Uruguay                                                                | 0 – 3                                                                  | Brasile                                                                | Coppa America 1999 - Finale                                            | 2 Rivaldo Ronaldo                                                      | Cap: Cafu                                                              |
| 24-7-1999                                                              | Guadalajara                                                            | Brasile                                                                | 4 – 0                                                                  | Germania                                                               | Conf. Cup 1999 - 1º turno                                              | Ze Roberto Ronaldinho 2 Alex                                           | Cap:Émerson                                                            |
| 28-7-1999                                                              | Guadalajara                                                            | Brasile                                                                | 1 – 0                                                                  | Stati Uniti                                                            | Conf. Cup 1999 - 1º turno                                              | Ronaldinho                                                             | Cap:Émerson                                                            |
| 30-7-1999                                                              | Guadalajara                                                            | Nuova Zelanda                                                          | 0 – 2                                                                  | Brasile                                                                | Conf. Cup 1999 - 1º turno                                              | Marcos Paulo Ronaldinho                                                | Cap:F.Conceição                                                        |
| 1-8-1999                                                               | Guadalajara                                                            | Brasile                                                                | 8 – 2                                                                  | Arabia Saudita                                                         | Conf. Cup 1999 - Semifinale                                            | João Carlos 3 Ronaldinho Ze Roberto 2 Alex Roni                        | Cap:Émerson                                                            |
| 4-8-1999                                                               | Città del Messico                                                      | Messico                                                                | 4 – 3                                                                  | Brasile                                                                | Conf. Cup 1999 - Finale                                                | Serginho (rig.) Roni Ze Roberto                                        | Cap:Émerson                                                            |
| 4-9-1999                                                               | Buenos Aires                                                           | Argentina                                                              | 2 – 0                                                                  | Brasile                                                                | Coca Cola Cup                                                          | -                                                                      | Cap: Cafu                                                              |
| 7-9-1999                                                               | Porto Alegre                                                           | Brasile                                                                | 4 – 2                                                                  | Argentina                                                              | Amichevole                                                             | 3 Rivaldo Ronaldo                                                      | Cap: Cafu                                                              |
| 9-10-1999                                                              | Amsterdam                                                              | Paesi Bassi                                                            | 2 – 2                                                                  | Brasile                                                                | Amichevole                                                             | Roberto Carlos Cafu                                                    | Cap: Cafu                                                              |
| 13-11-1999                                                             | Vigo                                                                   | Spagna                                                                 | 0 – 0                                                                  | Brasile                                                                | Amichevole                                                             | -                                                                      | Cap: Cafu                                                              |
| 23-2-2000                                                              | Bangkok                                                                | Thailandia                                                             | 0 – 7                                                                  | Brasile                                                                | King's Cup                                                             | 2 Rivaldo Ronaldinho 2 Émerson Roque Junior Mario Jardel               | Cap: Cafu                                                              |
| 28-3-2000                                                              | Bogotà                                                                 | Colombia                                                               | 0 – 0                                                                  | Brasile                                                                | Qual. Mondiali 2002                                                    | -                                                                      | Cap: Aldair                                                            |
| 26-4-2000                                                              | San Paolo                                                              | Brasile                                                                | 3 – 2                                                                  | Ecuador                                                                | Qual. Mondiali 2002                                                    | 2 Rivaldo Zago                                                         | Cap: Aldair                                                            |
| 23-5-2000                                                              | Cardiff                                                                | Galles                                                                 | 0 – 3                                                                  | Brasile                                                                | Amichevole                                                             | Giovane Elber Cafu Rivaldo                                             | Cap:Émerson                                                            |
| 27-5-2000                                                              | Londra                                                                 | Inghilterra                                                            | 1 – 1                                                                  | Brasile                                                                | Amichevole                                                             | França                                                                 | Cap: Cafu                                                              |
| 4-6-2000                                                               | Lima                                                                   | Perù                                                                   | 0 – 1                                                                  | Brasile                                                                | Qual. Mondiali 2002                                                    | Zago                                                                   | Cap: Cafu                                                              |
| 28-6-2000                                                              | Rio de Janeiro                                                         | Brasile                                                                | 1 – 1                                                                  | Uruguay                                                                | Qual. Mondiali 2002                                                    | Rivaldo                                                                | Cap: Cafu                                                              |
| 18-7-2000                                                              | Asunción                                                               | Paraguay                                                               | 2 – 1                                                                  | Brasile                                                                | Qual. Mondiali 2002                                                    | Rivaldo                                                                | Cap: Cafu                                                              |
| 26-7-2000                                                              | San Paolo                                                              | Brasile                                                                | 3 – 1                                                                  | Argentina                                                              | Qual. Mondiali 2002                                                    | Alex 2 Vampeta                                                         | Cap: Zago                                                              |
| 15-8-2000                                                              | Santiago del Cile                                                      | Cile                                                                   | 3 – 0                                                                  | Brasile                                                                | Qual. Mondiali 2002                                                    | -                                                                      | Cap: Zago                                                              |
| 3-9-2000                                                               | Rio de Janeiro                                                         | Brasile                                                                | 5 – 0                                                                  | Bolivia                                                                | Qual. Mondiali 2002                                                    | 3 Romario 1 (rig.) Rivaldo autorete                                    | Cap: Cafu                                                              |
| Totale                                                                 |                                                                        | Presenze                                                               | 34                                                                     |                                                                        | Reti                                                                   | 88                                                                     |                                                                        |

## Palmarès

### Giocatore
- Campionato Carioca: 2

Flamengo: 1973, 1978

### Allenatore

#### Club

##### Competizioni statali
- Campionato Acreano: 1

Rio Branco-AC: 1983
- Campionato paulista: 9

Bragantino: 1990
Palmeiras: 1993, 1994, 1996, 2008, 2019
Corinthians: 2001
Santos: 2006, 2007
- Torneo Rio-San Paolo: 2

Palmeiras: 1993
Santos: 1997
- Taça Guanabara: 2

Flamengo: 1995, 2011
- Campionato Mineiro: 2

Cruzeiro: 2003
Atlético Mineiro: 2010
- Campionato Carioca: 1

Flamengo: 2011
- Taça Rio: 1

Flamengo: 2011
- Campionato Pernambucano: 1

Sport: 2017

##### Competizioni nazionali
- Campionato brasiliano di seconda divisione: 1

Bragantino: 1989
- Campionato brasiliano: 5

Palmeiras: 1993, 1994
Corinthians: 1998
Cruzeiro: 2003
Santos: 2004
- Coppa del Brasile: 1

Cruzeiro: 2003

#### Nazionale
- Coppa America: 1

1999